# 9 d'Andròmeda
9 d'Andròmeda (9 Andromedae) és una estrella de la constel·lació d'Andròmeda. Té una magnitud aparent de 5,98.